# Халкидон (станция)
Халкидо́н — железнодорожная станция Владивостокского региона Дальневосточной железной дороги. Расположена в одноимённом населённом пункте Черниговского района Приморского края. Электрифицирована.

## История
Открыта в 1940 году.

## География
Железнодорожная станция Халкидон находится на линии Хабаровск I — Сибирцево, до находящейся южнее станции Сибирцево 8 км. Расстояние до узловых станций (в километрах): Хабаровск I — 578, Сибирцево — 8.
Автомобильная дорога к станции Халкидон идёт на запад от расположенного на трассе «Уссури» села Высокое, расстояние около 2 км, до районного центра Черниговка (на север) около 16 км.
Соседние станции (ТР4): 974604 Мучная и 974801 Сибирцево.

## Коммерческие операции
Б	Продажа билетов на все пассажирские поезда. Прием и выдача багажа не производятся.